# Aeroportul Internațional Welwitschia Mirabilis
Aeroportul Internațional Welwitschia Mirabilis (IATA: MSZ, ICAO: FNMO) este un aeroport din Provincia Namibe, Angola ce deservește zona Namibe. A fost numit după zona deservită.
Situat la o altitudine de 64 m, aeroportul dispune de o singură pistă.